# .in

.in는 인도의 인터넷 국가 코드 최상위 도메인이다. INRegistry에서 관리한다.

## 2차 도메인
2005년 기준 .in 도메인에 대한 자유화 정책은 .in 하의 2차 도메인 등록을 무제한으로 허용한다. 이전에 구성된 기존 영역에 대한 무제한 등록도 허용된다.
- .in(누구나 사용 가능, 인도의 회사, 개인 및 조직에서 사용)
- .co.in(은행, 등록 회사 및 상표용)
- .com.in(누구나 사용 가능, 인도 내 기업, 개인, 조직에서 사용)
- .firm.in(상점, 파트너십, 연락 사무소, 개인 사업자용)
- .net.in(인터넷 서비스 제공업체용)
- .org.in(비영리 조직용)
- .gen.in(일반/기타 용도)
- .ind.in(개인용)

인도의 자격을 갖춘 기관에서 사용하도록 예약된 구역:
- .ernet.in(이전 버전, 교육 기관 및 연구 기관용)
- .ac.in (학술기관)
- .edu.in (교육기관)
- .res.in (인도 연구 기관)
- .gov.in (인도 정부)
- .mil.in(인도 군사 조직)

.nic.in 도메인은 인도 국립 정보 센터용으로 예약되어 있지만 실제로는 대부분의 인도 정부 기관이 .nic.in으로 끝나는 도메인을 보유하고 있다.
.in 레지스트리는 성장하는 시장에 혜택을 주기 위해 2021년 10월 29일에 다음 하위 도메인을 출시했다.
- .5g.in
- .6g.in
- .ai.in
- .am.in
- .bihar.in
- .biz.in
- .business.in
- .ca.in
- .cn.in
- .com.in
- .coop.in
- .cs.in
- .delhi.in
- .dr.in
- .er.in
- .gujarat.in
- .info.in
- .int.in
- .internet.in
- .io.in
- .me.in
- .pg.in
- .post.in
- .pro.in
- .travel.in
- .tv.in
- .uk.in
- .up.in
- .us.in